# Natació al Campionat del Món de natació de 2003
La competició de natació al Campionat del Món de natació de 2003 es realitzà a la piscina provisional construïda al Palau Sant Jordi (Barcelona).

## Resum de medalles

### Categoria masculina
| Event                    | Or                                                                       | Or           | Plata                                                                         | Plata    | Bronze                                                                        | Bronze        |
| 50 m, lliures            | Aleksandr Popov                                                          | 21,92 (RC)   | Mark Foster                                                                   | 22,20    | Pieter van den Hoogenband                                                     | 22,29         |
| 100 m, lliures           | Aleksandr Popov                                                          | 48,42        | Pieter van den Hoogenband                                                     | 48,68    | Ian Thorpe                                                                    | 48,77         |
| 200 m, lliures           | Ian Thorpe                                                               | 1:45,14      | Pieter van den Hoogenband                                                     | 1:46,43  | Grant Hackett                                                                 | 1:46,85       |
| 400 m, lliures           | Ian Thorpe                                                               | 3:42,58      | Grant Hackett                                                                 | 3:45,17  | Dragoş Coman                                                                  | 3:46,87       |
| 800 m, lliures           | Grant Hackett                                                            | 7:43,82      | Larsen Jensen                                                                 | 7:48,09  | Igor Chervynskyi                                                              | 7:53,15       |
| 1500 m,lliures           | Grant Hackett                                                            | 14:43,14     | Igor Chervynskyi                                                              | 15:01,04 | Erik Vendt                                                                    | 15:01,28      |
|                          |                                                                          |              |                                                                               |          |                                                                               |               |
| 50 m, esquena            | Thomas Rupprath                                                          | 24,80 (RM)   | Matt Welsh                                                                    | 25,01    | Gerhard Zandberg                                                              | 25,07         |
| 100 m, esquena           | Aaron Peirsol                                                            | 53,61 (RC)   | Arkady Vyatchanin · Matt Welsh                                                | 53,92    | no es concedí                                                                 | no es concedí |
| 200 m, esquena           | Aaron Peirsol                                                            | 1:55,92      | Gordan Kožulj                                                                 | 1:57,47  | Simon Dufour                                                                  | 1:57,90       |
|                          |                                                                          |              |                                                                               |          |                                                                               |               |
| 50 m, braça              | James Gibson                                                             | 27,56        | Oleg Lisogor                                                                  | 27,74    | Mihaly Flaskay                                                                | 27,79         |
| 100 m, braça             | Kosuke Kitajima                                                          | 59,78 (RM)   | Brendan Hansen                                                                | 1:00,21  | James Gibson                                                                  | 1:00,37       |
| 200 m, braça             | Kosuke Kitajima                                                          | 2:09,42 (RM  | Ian Edmond                                                                    | 2:10,92  | Brendan Hansen                                                                | 2:11,11       |
|                          |                                                                          |              |                                                                               |          |                                                                               |               |
| 50 m, papallona          | Matt Welsh                                                               | 23,43 (RM)   | Ian Crocker                                                                   | 23,62    | Yevgeny Korotyshkin                                                           | 23,73         |
| 100 m, papallona         | Ian Crocker                                                              | 50,98 (RM)   | Michael Phelps                                                                | 51,10    | Andrei Serdinov                                                               | 51,59         |
| 200 m, papallona         | Michael Phelps                                                           | 1:54,35      | Takashi Yamamoto                                                              | 1:55,52  | Tom Malchow                                                                   | 1:55,66       |
|                          |                                                                          |              |                                                                               |          |                                                                               |               |
| 200 m, estils            | Michael Phelps                                                           | 1:56,04 (RM) | Ian Thorpe                                                                    | 1:59,66  | Massimiliano Rosolino                                                         | 1:59,71       |
| 400 m, estils            | Michael Phelps                                                           | 4:09,09 (RM) | László Cseh                                                                   | 4:10,79  | Oussama Mellouli                                                              | 4:15,36       |
|                          |                                                                          |              |                                                                               |          |                                                                               |               |
| relleus 4×100 m, lliures | Rússia Andrei Kapralov · Ivan Usov · Denis Pimankov · Aleksandr Popov    | 3:14,06      | Estats Units Scott Tucker · Neil Walker · Ryan Wochomurka · Jason Lezak       | 3:14,80  | França Romain Barnier · Julien Sicot · Fabien Gilot · Frédérick Bousquet      | 3:15,66       |
| relleus 4×200 m, lliures | Austràlia Grant Hackett · Craig Stevens · Nicholas Sprenger · Ian Thorpe | 7:08,58      | Estats Units Michael Phelps · Nate Dusing · Aaron Peirsol · Klete Keller      | 7:10,26  | Alemanya Johannes Oesterling · Lars Conrad · Stefan Herbst · Christian Keller | 7:14,02       |
| relleus 4×100 m, estils  | Estats Units Aaron Peirsol · Brendan Hansen · Ian Crocker · Jason Lezak  | 3:31,54 (RM) | Rússia Arkady Vyatchanin · Roman Ivanovski · Igor Marchenko · Aleksandr Popov | 3:34,72  | Japó Tomami Morita · Kosuke Kitajima · Takashi Yamamoto · Daisuke Hosokawa    | 3:36,12       |

Llegenda: RM – Rècord del Món; RC – Rècord del Campionat

### Categoria femenina
| Event                    | Or                                                                           | Or            | Plata                                                                         | Plata    | Bronze                                                                  | Bronze        |
| 50 m, lliures            | Inge de Bruijn                                                               | 24,47         | Alice Mills                                                                   | 25,07    | Libby Lenton                                                            | 25,08         |
| 100 m, lliures           | Hanna-Maria Seppälä                                                          | 54,37         | Jodie Henry                                                                   | 54,58    | Jenny Thompson                                                          | 54,65         |
| 200 m, lliures           | Alena Popchanka                                                              | 1:58,32       | Martina Moravcová                                                             | 1:58,44  | Yu Yang                                                                 | 1:58,54       |
| 400 m, lliures           | Hannah Stockbauer                                                            | 4:06,75       | Éva Risztov                                                                   | 4:07,24  | Diana Munz                                                              | 4:07,67       |
| 800 m, lliures           | Hannah Stockbauer                                                            | 8:23,66 (RC)  | Diana Munz                                                                    | 8:24,19  | Rebecca Cooke                                                           | 8:28,45       |
| 1500 m, lliures          | Hannah Stockbauer                                                            | 16:00,18 (RC) | Hayley Peirsol                                                                | 16:09,64 | Jana Henke                                                              | 16:10,13      |
|                          |                                                                              |               |                                                                               |          |                                                                         |               |
| 50 m, esquena            | Nina Zhivanevskaya                                                           | 28,48 (RC)    | Ilona Hlaváčková                                                              | 28,50    | Noriko Inada                                                            | 28,62         |
| 100 m, esquena           | Antje Buschschulte                                                           | 1:00,50       | Louise Ørnstedt · Katy Sexton                                                 | 1:00,86  | No es concedí                                                           | No es concedí |
| 200 m, esquena           | Katy Sexton                                                                  | 2:08,74       | Margaret Hoelzer                                                              | 2:09,24  | Stanislava Komarova                                                     | 2:10,17       |
|                          |                                                                              |               |                                                                               |          |                                                                         |               |
| 50 m, braça              | Xuejuan Luo                                                                  | 30,67         | Brooke Hanson                                                                 | 31,13    | Zoë Baker                                                               | 31,37         |
| 100 m, braça             | Xuejuan Luo                                                                  | 1:06,80       | Amanda Beard                                                                  | 1:07,42  | Leisel Jones                                                            | 1:07,47       |
| 200 m, braça             | Amanda Beard                                                                 | 2:22,99 (RM)  | Leisel Jones                                                                  | 2:24,33  | Hui Qi                                                                  | 2:25,78       |
|                          |                                                                              |               |                                                                               |          |                                                                         |               |
| 50 m, papallona          | Inge de Bruijn                                                               | 25,84 RC)     | Jenny Thompson                                                                | 26,00    | Anna-Karin Kammerling                                                   | 26,06         |
| 100 m, papallona         | Jenny Thompson                                                               | 57,96 (RC)    | Otylia Jędrzejczak                                                            | 58,22    | Martina Moravcová                                                       | 58,24         |
| 200 m, papallona         | Otylia Jędrzejczak                                                           | 2:07,56       | Éva Risztov                                                                   | 2:07,68  | Yuko Nakanishi                                                          | 2:08,08       |
|                          |                                                                              |               |                                                                               |          |                                                                         |               |
| 200 m, estils            | Yana Klochkova                                                               | 2:10,75       | Alice Mills                                                                   | 2:12,75  | Yafei Zhou                                                              | 2:12,92       |
| 400 m, estils            | Yana Klochkova                                                               | 4:36,74       | Éva Risztov                                                                   | 4:37,39  | Beatrice Căslaru                                                        | 4:41,86       |
|                          |                                                                              |               |                                                                               |          |                                                                         |               |
| relleus 4x100 m, lliures | Estats Units Natalie Coughlin · Lindsay Benko · Rhi Jeffrey · Jenny Thompson | 3:38,09       | Alemanya Petra Dallmann · Katrin Meißner · Antje Buschschulte · Sandra Völker | 3:38,73  | Austràlia Lisbeth Lenton · Elka Graham · Jodie Henry · Alice Mills      | 3:38,83       |
| relleus 4x200 m, lliures | Estats Units Lindsay Benko · Rachel Komisarz · Rhi Jeffrey · Diana Munz      | 7:55,70 (RC)  | Austràlia Elka Graham · Linda Mackenzie · Kirsten Thompson · Alice Mills      | 7:58,42  | R.P. de la Xina Yafei Zhou · Yanwei Xu · Jiaying Pang · Yu Yang         | 7:58,53       |
| relleus 4x100 m, estils  | R.P. de la Xina Shu Zhan · Xuejuan Luo · Yafei Zhou · Yu Yang                | 3:59,89 (RC)  | Estats Units Natalie Coughlin · Amanda Beard · Jenny Thompson · Lindsay Benko | 4:00,83  | Austràlia Giaan Rooney · Leisel Jones · Jessicah Schipper · Jodie Henry | 4:01,37       |

Llegenda: RM – Rècord del Món; RC – Rècord del Campionat

## Medaller
| Posició | País            | Or | Plata | Bronze | Total |
| 1       | Estats Units    | 11 | 12    | 5      | 28    |
| 2       | Austràlia       | 6  | 10    | 6      | 22    |
| 3       | Alemanya        | 5  | 1     | 2      | 8     |
| 4       | Rússia          | 3  | 2     | 2      | 7     |
| 5       | R.P. de la Xina | 3  | 0     | 4      | 7     |
| 6       | Regne Unit      | 2  | 3     | 3      | 8     |
| 7       | Ucraïna         | 2  | 2     | 2      | 6     |
| 8       | Països Baixos   | 2  | 2     | 1      | 5     |
| 9       | Japó            | 2  | 1     | 3      | 6     |
| 10      | Polònia         | 1  | 1     | 0      | 2     |
| 11      | Belarús         | 1  | 0     | 0      | 1     |
| 11      | Espanya         | 1  | 0     | 0      | 1     |
| 11      | Finlàndia       | 1  | 0     | 0      | 1     |
| 14      | Hongria         | 0  | 4     | 1      | 5     |
| 15      | Eslovàquia      | 0  | 1     | 1      | 2     |
| 16      | Croàcia         | 0  | 1     | 0      | 1     |
| 16      | Dinamarca       | 0  | 1     | 0      | 1     |
| 16      | Txèquia         | 0  | 1     | 0      | 1     |
| 19      | França          | 0  | 0     | 2      | 2     |
| 19      | Romania         | 0  | 0     | 2      | 2     |
| 21      | Itàlia          | 0  | 0     | 1      | 1     |
| 21      | Suècia          | 0  | 0     | 1      | 1     |
| 21      | Sud-àfrica      | 0  | 0     | 1      | 1     |
| 21      | Tunísia         | 0  | 0     | 1      | 1     |
| Total   | Total           | 40 | 42    | 38     | 120   |